# Centradenia
Centradenia es un género  de plantas fanerógamas pertenecientes a la familia Melastomataceae. Es originario de Centroamérica.   Comprende 13 especies descritas y de estas, solo 4 aceptadas.

## Taxonomía
El género fue descrito por George Don y publicado en A General History of the Dichlamydeous Plants 2: 765-766, en el año 1832. La especie tipo es Centradenia inaequilateralis (Schltdl. & Cham.) G.Don.

## Especies aceptadas
A continuación se brinda un listado de las especies del género Centradenia aceptadas hasta febrero de 2013, ordenadas alfabéticamente. Para cada una se indica el nombre binomial seguido del autor, abreviado según las convenciones y usos:
- Centradenia floribunda Planch.
- Centradenia grandifolia (Schltdl.) Endl.
- Centradenia inaequilateralis (Schltdl. & Cham.) G. Don
- Centradenia paradoxa (Kraenzl.) Almeda